# Analekta
Analekta is een Canadees platenlabel voor klassieke muziek en in mindere mate jazz. Het is in 1988 gesticht door de impresario François Mario Labbé (1953-). Het specialiseert zich in opnamen van Canadese musici en noemt zich het grootste onafhankelijke klassieke muziek-platenlabel van Canada. De naam Analekta komt van het Grieks en betekent "bloemlezing" (analecten). Analekta is een onderdeel van Groupe Analekta Inc., gevestigd in Montréal.
In de eerste 25 jaar van haar bestaan zijn op Analekta meer dan 500 albums verschenen. Tot de artiesten die voor Analekta hebben opgenomen behoren organist/klavecinist Bernard Lagacé, contralto Marie-Nicole Lemieux, het ensemble I Musici de Montréal, violiste Angèle Dubeau, pianist Alain Lefèvre, het Orchestre symphonique de Montréal onder Kent Nagano, het Orchestre symphonique de Québec, het Gryphon Trio, klavecinist Luc Beauséjour enzovoort.